# Élections législatives de 1817 dans la Mayenne
Les élections législatives françaises de 1817 se déroulent le 20 septembre 1817. Elles interviennent dans le cadre du renouvellement partiel de la Chambre des députés, à hauteur d'un cinquième des représentants, prévu par la loi Lainé de 1817.
Dans la Mayenne, un députés est à élire dans le cadre d'un scrutin plurinominal majoritaire.

## Mode de scrutin
Le département dispose d'un représentant pour la Chambre des députés des départements, d'après la loi Lainé de 1817, qui est élu au suffrage direct par un collège unique réuni au chef-lieu de département. Sont électeurs tous les citoyens d'au moins 30 ans payant au moins 300 francs d'impôts directs. Sont éligibles tous les citoyens d'au moins 40 ans payant au moins 1 000 francs d'impôts directs.

## Élus
| Député sortant |  | Parti | Député élu ou réélu       |  | Parti            |
| -------------- |  | ----- | ------------------------- |  | ---------------- |
|                |  |       | Constant Paillard-Ducléré |  | Constitutionnels |

## Résultats
| Candidats        | Candidats                 | Étiquette        | Premier tour | Premier tour | Ballotage | Ballotage |  |
| Candidats        | Candidats                 | Étiquette        | Voix         | %            | Voix      | %         |  |
| ---------------- | ------------------------- | ---------------- | ------------ | ------------ | --------- | --------- |  |
|                  | Constant Paillard-Ducléré | Constitutionnels | 465          |              |           |           |  |
|                  |                           |                  |              |              |           |           |  |
| Inscrits         | Inscrits                  | Inscrits         | 1 273        |              |           |           |  |
| Votants          | Votants                   | Votants          | 824          |              |           |           |  |
| Exprimés         |                           |                  |              |              |           |           |  |
| Blancs et perdus |                           |                  |              |              |           |           |  |

*sortant

## Sources
- Adolphe Robert et Gaston Cougny, Dictionnaire des parlementaires français, Edgar Bourloton, 1889-1891